# Familiar Linux
Familiar Linux はiPAQなどの携帯情報端末 (PDA) 向けのLinuxディストリビューションの1つで、それら機器が使っている Windows CE を置き換えることを意図していた。グラフィカルユーザインタフェースとしてはOPIEや GPE Palmtop Environment が利用できる。Familiar Linux は完全な組み込みオペレーティングシステムであり、多数のアプリケーションが動作する。

## 歴史
2000年5月、コンパックでプログラマとしてカーネルを担当していた Alexander Guy が完全なLinuxディストリビューションを構築し、最初のバージョン (v0.1) としてリリースした。このディストリビューションは非常に軽量にパッケージ化されており、Python、XFree86、アンチエイリアス化フォントなどを含み、Blackboxウィンドウマネージャを使用していた。Carl Worth が ipkg と呼んだ新たなパッケージングシステムを使っており（Debianのdpkgに似ている）、ユーザーアプリケーションのインストールやアンインストールを可能にしていた。
その後のリリースはコンパックチームが構築してきたものを超えていったため、彼らはディストリビューション作成をやめることを決定し、Familiar は新たなリファレンスとしてそのまま残すことにした。

## 最近のリリース
| リリース日 | リリース番号 |
| ---------- | ------------ |
| 2006年8月  | v0.8.4       |